# トルテッローニ
トルテッローニ(イタリア語:Tortelloni)は詰め物をしたパスタの一種であり、形はトルテリーニと一緒だが、大きさはもっと大きい。トルテッローニにはふつうリコッタチーズやホウレンソウのような葉物の野菜を詰める。トルテッローニには多くの派生形が存在し、もっと味が強めのポルチーニやクルミなどの食材をかわりに詰めることもある。とりわけモデナやレッジョ・エミリアなどでよくあるトルテローニの詰め物としては、かぼちゃの果肉やアマレットクッキーなどを主な材料とするペーストがあげられる。
リコッタやハーブで作るトルテッローニはラグーか溶かしバターとセージの葉と一緒に食べられるのがふつうである。